# Meduza
Meduza è un quotidiano online e aggregatore di notizie in lingua russa con sede a Riga, Lettonia, con a capo Galina Timčenko, ex caporedattrice del sito d'informazione russo Lenta.ru.

## Caratteristiche
Meduza è un aggregatore di notizie e articoli in russo che, a differenza di quanto avviene su altri siti simili, vengono selezionati manualmente. Il principale criterio per la pubblicazione dei contenuti sono l'importanza e la credibilità dell'informazione, non la fonte. Inoltre, Meduza crea materiale suo. Il sito ha 5 argomenti principali, nessuna sezione né rubrica. Al momento, la maggior parte degli accessi al sito avvengono tramite le sue app per iOS, Windows Phone e Android.

## Storia
A marzo del 2014 Galina Timčenko venne allontanata dal suo ruolo di caporedattrice della rivista online Lenta.ru dal miliardario e padrone del sito Aleksandr Mamut: con lei se ne andò la maggior parte dei giornalisti della rivista. Michail Chodorkovskij propose allora a Timčenko di creare un nuovo sito d'informazione, stavolta però con sede in un paese dell'Unione Europea, che egli stesso avrebbe co-finanziato. La Lettonia venne scelta per ragioni economiche e per garantire l'indipendenza del nuovo sito dalle ingerenze del Cremlino.
A febbraio 2015 il sito ha lanciato una versione in inglese. A gennaio 2016, la fondatrice e amministratrice delegata Galina Timčenko lasciò il ruolo di caporedattore al suo vice Ivan Kolpakov. A novembre 2018 Kolpakov si dimise dopo uno scandalo per molestie sessuali, venendo poi rimesso al suo posto a marzo del 2019.

## Censura
Nel 2014 in Kazakistan il sito è stato bloccato probabilmente a causa di un articolo sulla città di Öskemen (in russo Ust-Kamenogorsk) che parlava di possibili desideri separatisti della popolazione etnicamente russa sulla scia dell'annessione della Crimea e della creazione delle repubbliche di Doneck e Luhansk. Il sito è stato bloccato anche in Uzbekistan, anche se le ragioni del blocco non sono state chiarite. Meduza ha sviluppato alcuni strumenti per eludere la censura tramite le sue app.
A giugno 2019 il giornalista di Meduza Ivan Golunov è stato arrestato a Mosca dalla polizia russa per possesso di droga. Colleghi e amici di Golunov hanno detto di credere che le accuse fossero state fatte ad arte per punire le sue inchieste sulla corruzione nel comune di Mosca. Meduza, insieme a molte altre testate e media russi, ha portato avanti per alcuni giorni una forte campagna di protesta per la liberazione di Golunov e la chiusura del caso: alcuni giornali hanno titolato "Sono (siamo) Ivan Golunov", mentre manifestanti scendevano in strada chiedendo il rispetto della libertà di stampa. La pressione mediatica ha funzionato e Golunov è stato liberato l'11 giugno 2019, pochissimi giorni dopo il suo arresto. Dal 2023 il sito è bloccato anche in Russia, essendo stato dichiarato "organizzazione indesiderabile".